# Alfred Oehrlein
Alfred Oehrlein (* 3. November 1958) ist ein ehemaliger deutscher Fußballspieler.

## Karriere
Oehrlein begann beim VfB Bodenheim (Rheinhessen) mit dem Vereinsfußball und wechselte 1973 in die Jugendabteilung des FSV Mainz 05. In der Saison 1975/76 absolvierte er erstmals ein Spiel in der 1. Mannschaft, das erste Pflichtspiel bestritt er eine Saison später. 1977/78 folgten die ersten zehn Ligatore des Stürmers und Oehrlein qualifizierte sich mit seinem Verein für die neue Oberliga Südwest. Nach einem dritten Platz in der Oberliga verließ Alfred Oehrlein den FSV und ging zum Zweitligisten Wormatia Worms. In Worms spielte er drei Jahre und wechselte nach dem Abstieg des Vereins aus der zweiten Liga zum SV Wiesbaden, der gerade in die Oberliga Hessen aufgestiegen war. Nach einer Saison in Wiesbaden war Oehrlein zwei Jahre für Hassia Bingen (Oberliga Südwest) aktiv und spielte schließlich noch einmal zwei Jahre bei Wormatia Worms, wo er aber nicht an frühere Torquoten herankam. Allerdings gewann er 1986 mit Worms den Titel des Südwestmeisters. Auf die Teilnahme an der Aufstiegsrunde zur 2. Bundesliga wurde seitens des Vereins verzichtet. 1987 beendete Oehrlein seine Karriere.

### Statistik
| Liga          | Spiele (Tore) |
| ------------- | ------------- |
| 2. Bundesliga | 91 (22)       |
| Wettbewerb    |               |
| DFB-Pokal     | 8 (4)         |